# Bozyar, Karaçoban
Bozyar là một xã thuộc huyện Karaçoban, tỉnh Erzurum, Thổ Nhĩ Kỳ. Dân số thời điểm năm 2011 là 348 người.